# Le Droit Humain

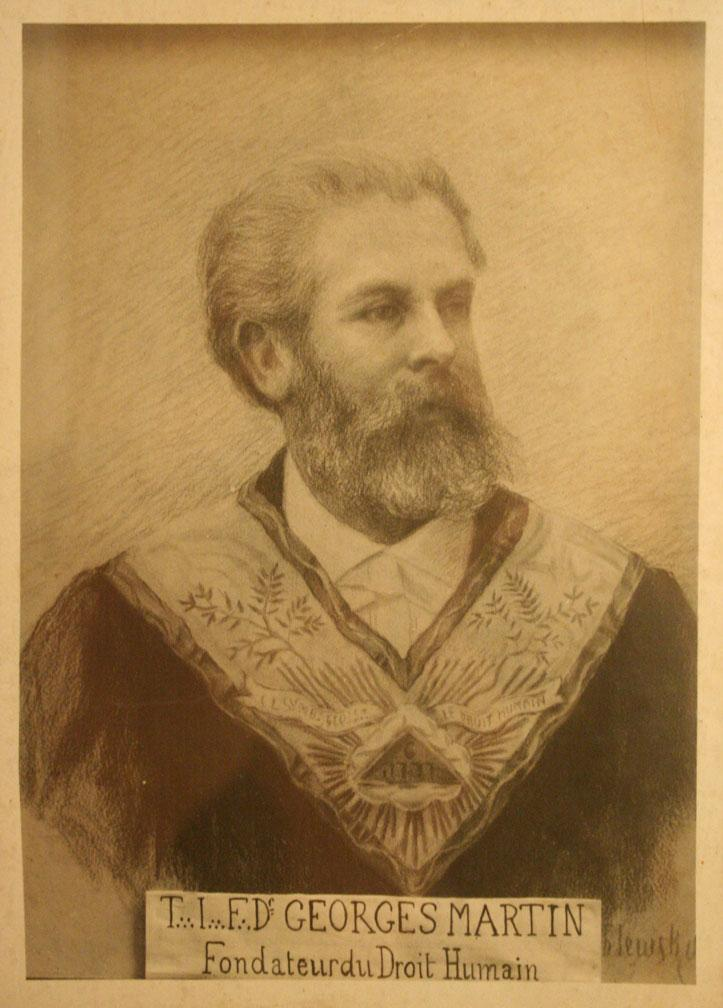
Georges Martin, cofondatore de "Le Droit Humain"

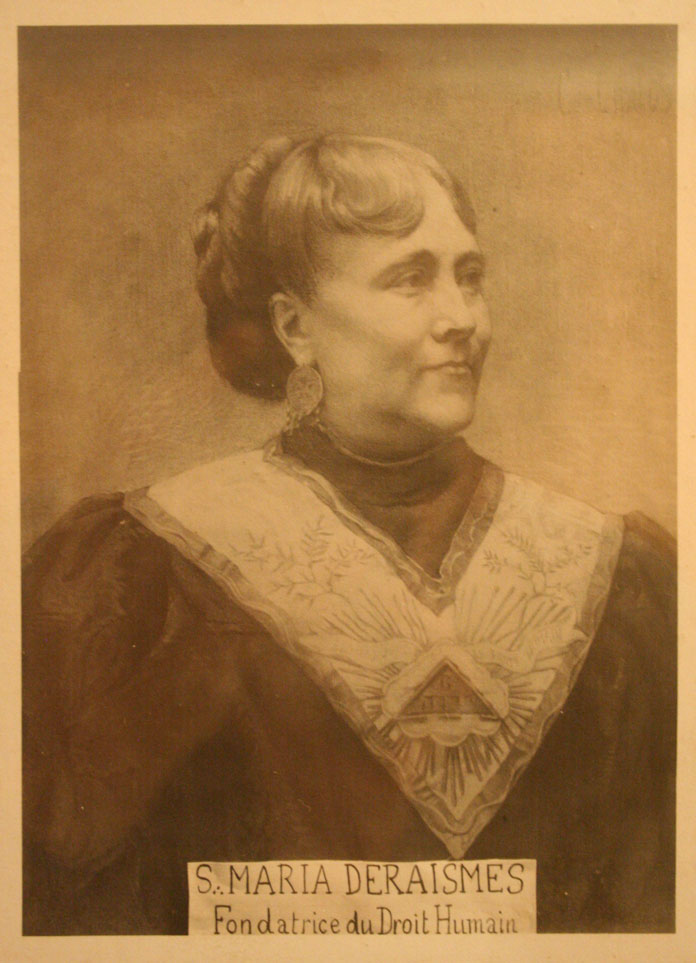
Maria Deraismes, cofondatrice de "Le Droit Humain"

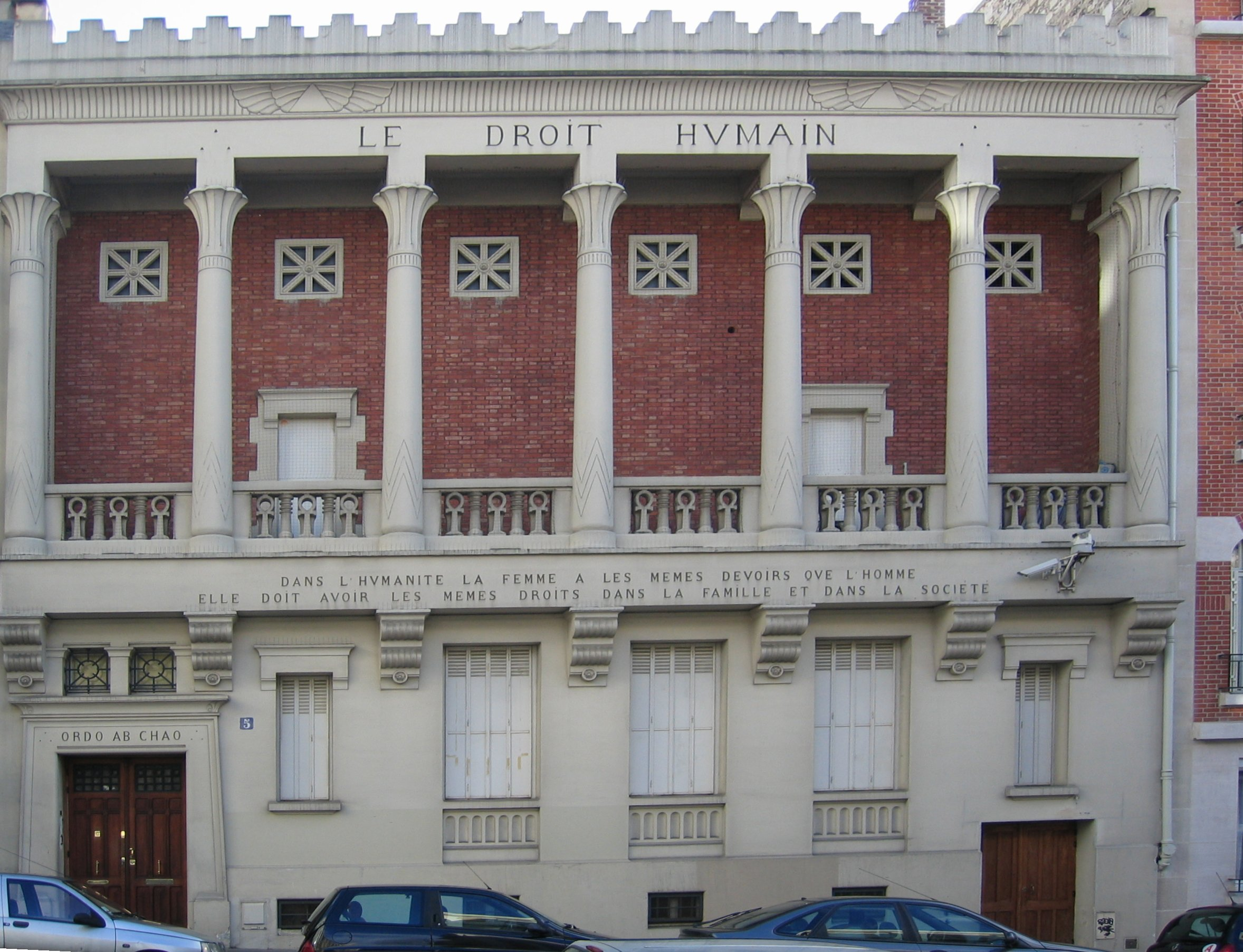
La sede di Parigi

Le Droit Humain è il più antico Ordine massonico misto della storia, ufficialmente costituitosi in Francia il 4 aprile 1893 su impulso di Maria Deraismes e Georges Martin, nonché il più vasto sul piano geografico: fin da subito infatti nasce internazionale e si sviluppa in 70 Stati del mondo tra Federazioni, Giurisdizioni e Logge Pioniere. Ad aprile 2025 conta circa 34.000 iscritti tra uomini e donne. È anche la prima massoneria mista in Italia (1904).

## Storia
Nel 1881 Georges Martin chiede il nulla osta alla Grande Loge centrale de France per iniziare alla massoneria Maria Deraismes, intellettuale e attivista impegnata nella lotta sociale per la rivendicazione dei diritti della donna, considerata ancora oggi un personaggio fondamentale della cosiddetta prima ondata femminista. La loggia designata per il suo ingresso è la loggia Les Libres Penseurs nella città di Pecq. Tale concessione non gli viene accordata e l'intera Loggia, che si diceva favorevole all'ingresso delle donne, si distacca dall'Obbedienza ed entra a far parte della Grande Loge symbolique écossaise, ritenuta più liberale. Georges Martin può dunque procedere all'iniziazione di Maria Deraismes, che viene celebrata il 14 gennaio 1882. Sebbene diverse donne fossero già state iniziate in massoneria in diversi paesi d'Europa, inclusa l'Italia, come alcune appartenenti a famiglie reali oppure all'alta borghesia, l'iniziazione di Maria Deraismes provocò un vero e proprio scandalo all'interno delle Obbedienze massoniche in quanto era evidente l'intenzione di Georges Martin di formalizzare in senso organico l'ingresso dell'intero genere femminile. La stessa loggia che pure aveva accolto Maria venne sospesa, e pur di ottenere la reintegrazione nell'Obbedienza, rinunciò ad averla tra i suoi iscritti. Da quel momento, per quasi dodici anni, Maria Deraismes restò una Sorella massone regolarmente iniziata ma senza logge in cui poter lavorare. Georges Martin, portato dalle sue convinzioni umaniste e femministe, continuò a chiedere e discutere per un'iniziazione egualitaria delle donne in massoneria, sostenendo le sue convinzioni durante le conferenze massoniche circa il ruolo determinante che queste ricoprono nella società, nella famiglia e nell'educazione. Nel gennaio del 1890 espose un progetto per creare una loggia mista qualificata come sperimentale con il titolo di Droit des femmes (Il Diritto delle donne) e chiese il parere della Grande Loge symbolique écossaise. Se alcune logge che ne facevano parte si dimostrarono favorevoli, il Consiglio esecutivo dell'Obbedienza si oppose e diede il suo rifiuto ufficiale. Martin cominciò allora con Maria Deraismes la progettazione di una struttura indipendente finalizzata a iniziare le donne.

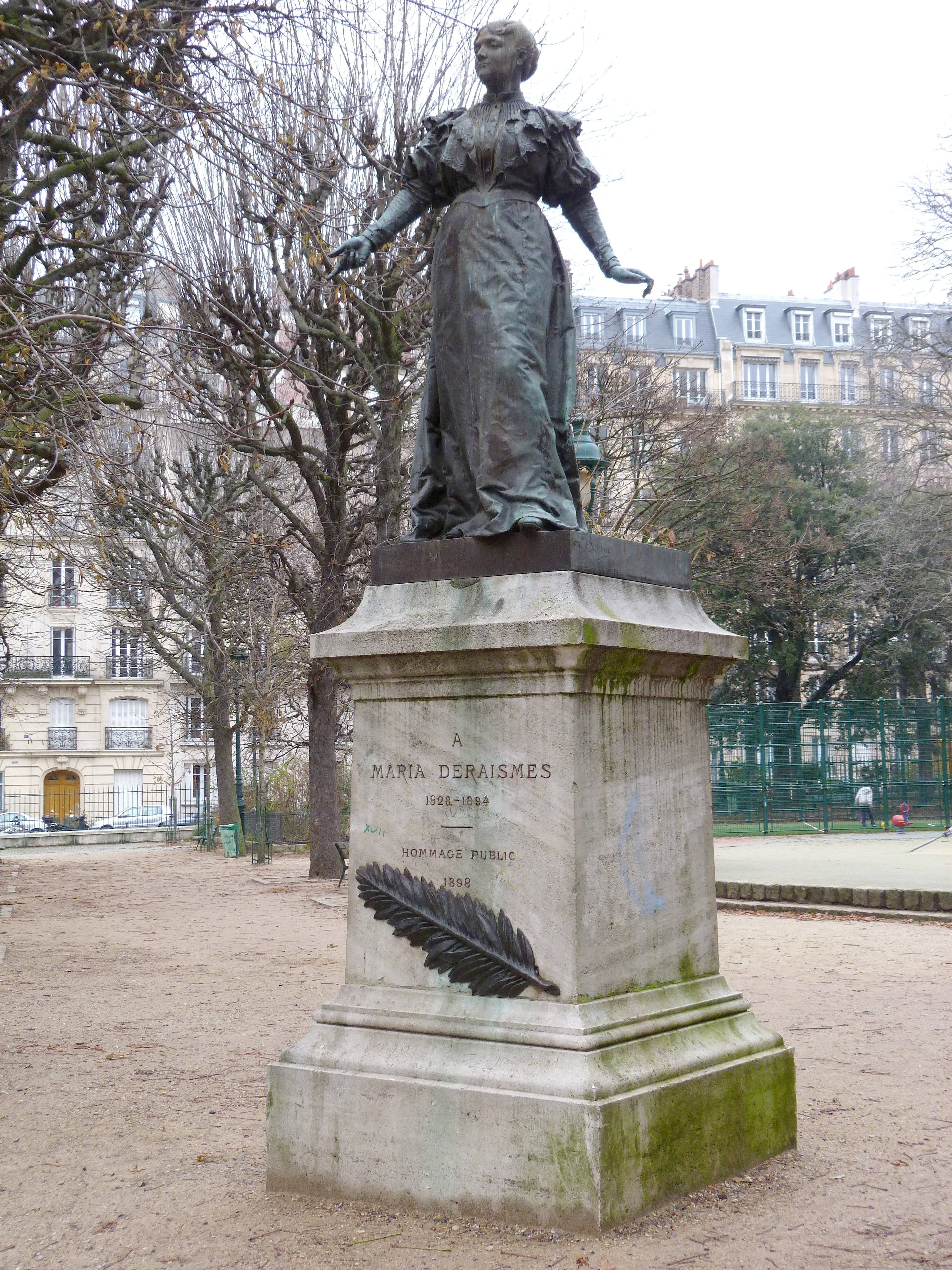
Louis-Ernest Barrias, monumento a Maria Deraismes, statua in bronzo, 1898, piazza delle Épinettes, Parigi (17° arrond.) - La statua originale fu inaugurata lo stesso anno della sua realizzazione, poi fusa dai nazisti nel 1942 e riprodotta e ricollocata nel 1983.

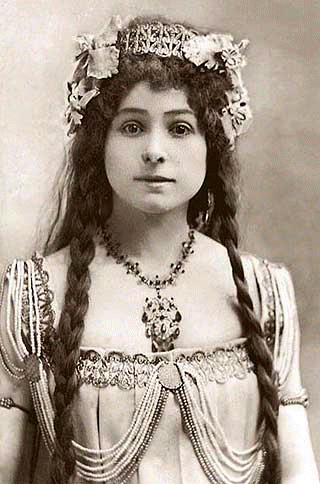
Alexandra David-Néel ritratta negli anni dell'adolescenza

Nacque così la Grande Loge symbolique écossaise mixte de France: "Le Droit humain", che diventerà Loggia Madre delle successive che in pochi anni vennero create. Durante gli anni in cui era stata costretta al silenzio massonico, Maria Deraismes aveva cooptato e istruito ai valori massonici altre sedici donne di grande valore intellettuale e umano; considerate pioniere di quello che sarebbe poi diventato, nella sua denominazione per esteso, l'Ordine Massonico Misto e Internazionale di Rito Scozzese Antico e Accettato Le Droit Humain, quali Marie Béquet de Vienne (1854-1913), filantropa e animatrice di numerose opere sociali, fondatrice di un “rifugio-laboratorio” aperto alle donne incinte o in difficoltà, associazione riconosciuta di pubblica utilità fin dal 29 luglio 1880 e che esiste tuttora con il nome di Fondation Béquet de Vienne; Marguerite Cremnitz (1848-1918), detta Parrhisia, presidente dell’opera degli asili nido parigini; Alexandra David-Néel, Charlotte Duval; Anna Férès-Deraismes, sorella di Maria; Maurice Lévy, Maria Arundale-Martin, omonima della coppia, animatrice del giornale La Citoyenne, redattrice al Journal des Femmes (1891-1910) e cofondatrice del gruppo de La Solidarité des femmes (1891); Irma Lâiné, detta Marie-Georges Martin (1848-1914), moglie di Georges; Eliska Vincent (1841-1914), cofondatrice della Società per la rivendicazione dei diritti della donna (1868), presidente-fondatrice dell’organizzazione militante socialista come pure sua sorella di sangue Florestine Mauriceau, prima donna amministratrice di un istituto di beneficenza a Parigi (1896); Julie Pasquier, tesoriera della Federazione francese delle Società Femministe (1892) e cofondatrice dell’Unione Femminista Socialista (1901); Marie Pierre, sorella di Eugénie Potonié-Pierre, una delle prime donne medico; Myrtille Reugenet e la sorella di sangue Maria Pognon, della Ligue du Bien Public, Clémence Royer (1830-1902), femminista, filosofa, antropologa, archeologa, giornalista, economista, fisica, insegnante, conferenziera, traduttrice e divulgatrice di Darwin, romanziera, membro della Società di Antropologia di Parigi, fondatrice e segretaria generale della Società di studi filosofici e sociali, e Louise Wiggishoff, vice-presidente della Società per il miglioramento della condizione della donna (Associazione Léon Richer), una delle prime donne amministratrici di una mensa della cassa delle scuole di arrondissement, fondatrice del patronato “gli Amici dell’adolescenza” e del Consiglio nazionale delle donne francesi e delegata a tutti i congressi femministi svoltisi in Francia fino alla sua morte, avvenuta il 21 dicembre 1903. A queste si aggiunsero poi Louise Michel e Annie Besant che nel 1902 ottenne dal Supremo Consiglio il mandato di fondare la prima loggia del Droit Humain in territorio inglese. Un passo decisivo per espandersi poi in tutti i Paesi anglosassoni.

## Caratteristiche distintive
- è un Ordine iniziatico;
- è un Ordine Misto;
- è internazionale;
- è integrale e unitario, possiede quindi una continuità iniziatica dal 1° al 33° Grado (RSAA);
- accoglie anche atei e agnostici;

## Descrizione
Le Droit Humain mette allo stesso livello uomini e donne, e non fa distinzione di nazionalità, etnie, culture o religioni. È internazionale e ha una continuità iniziatica dal 1º al 33º Grado, ovverosia non riconosce una separazione tra l'Ordine (gestione dei primi tre gradi) e il Rito (i gradi dal quarto in su), se non da un punto di vista puramente amministrativo. Nella pratica vuol dire che i Maestri da introdurre al quarto Grado e ai successivi non sono cooptati arbitrariamente da chi già detiene i gradi superiori, ma tutti vi hanno accesso se lo desiderano e se hanno dimostrato tale desiderio con il lavoro iniziatico.
(Federazione italiana, "Le diverse sensibilità spirituali" in La Massoneria come metodo pedagogico ovvero Le Droit Humain Massoneria dell'inclusione, pag. 58)
Il Droit Humain si è dato un'organizzazione di tipo federale, al fine di consentire sia l'organicità dell'Ordine nella sua interezza, sia la maggiore libertà possibile della sua rappresentanza nei vari territori nazionali in relazione alla cultura e alla sensibilità delle popolazioni in cui opera e comunque entro i limiti della Costituzione internazionale. L'unità minima della sua presenza in un determinato territorio è la Loggia pioniera, cioè una singola loggia che per prima viene costituita laddove il Droit Humain non è ancora presente e dipende direttamente dal Supremo Consiglio di Parigi. Seguono le Giurisdizioni e le Federazioni, che vengono costituite quando sono presenti una quantità minima di logge e di iscritti secondo i parametri stabiliti dalla Costituzione internazionale. In ogni Giurisdizione e Federazione il Supremo Consiglio nomina un suo Rappresentante, che nelle logge pioniere è il Maestro Venerabile.
Ogni Federazione e Giurisdizione è retta da un Consiglio nazionale di 16 membri rappresentato da un Presidente eletto o Gran Maestro nazionale (la denominazione da utilizzare è a discrezione della persona eletta). 
Dal 2022, le "Giurisdizioni" hanno preso il nome di "Federazioni pioniere". 
Nessuna figura apicale nella gestione dell'Ordine riceve appannaggi o retribuzione per il servizio che presta, sia a livello nazionale che internazionale, incluso il Gran Maestro.
Le Droit Humain è membro dell'Alleanza Massonica Europea (abbreviato AME o EMA in lingua inglese).

## Il Droit Humain nel mondo
Diversamente da quanto si sente dire a volte, l'Ordine nasce internazionale da subito. Già nel 1894, nel Bollettino internazionale, è riportato che l'organizzazione di logge in Belgio e Svizzera è a buon punto, e già nel 1895 viene aperta la prima loggia oltre i confini francesi, a Zurigo. Il 1901 viene erroneamente considerato l'inizio dell'internazionalismo, ma ciò che avviene in quell'anno è la messa ai voti e la proclamazione della costituzione del Supremo Consiglio, di fatto già operativo nel 1899.
Il Droit Humain è presente in tutti i continenti. Ad Aprile 2025 conta 24 Federazioni, 11 Giurisdizioni (Federazioni pioniere) e 45 logge pioniere.
- in Europa: Islanda, Finlandia, Danimarca, Svezia, Norvegia, Francia, Belgio, Lussemburgo, Gran Bretagna, Irlanda, Svizzera, Germania, Austria, Italia, Spagna, Portogallo, Lituania, Estonia, Bulgaria, Romania, Repubblica Ceca, Serbia, Repubblica Slovacca, Polonia, Ungheria, Grecia, Cipro (Nicosia) e Russia.
- in Asia e Oceania: Libano, Israele, Giappone; Australia, Nuova Caledonia, Tahiti, Thailandia e Filippine;
- in Africa: Marocco, Benin, Ruanda, Senegal, Congo, Gabon, Costa d'Avorio, Camerun, Togo, Nigeria, Ciad, Mali, Burkina Faso, Guinea, Sudafrica, Reunion, Madagascar e Mauritius;
- in America: Canada, Stati Uniti, Messico, Guadalupa, Bolivia, Martinica, Guyana, Brasile, Argentina, Cile, Colombia, Paraguay, Perù, Uruguay e Venezuela;

Le sedi con più iscritti restano quelle dei paesi francofoni, Francia e Belgio in testa, e la sede centrale è situata a Parigi, in Rue Breton n.5. Le varie Federazioni nazionali mantengono una loro autonomia e il coordinamento è demandato al Supremo Consiglio con sede a Parigi.
Ogni cinque anni l'Ordine organizza il Colloquio Internazionale, vero e proprio organo deliberante in occasione del quale, tra le altre cose, viene nominato il nuovo Gran Maestro, e ai cui eventi correlati possono partecipare tutti gli iscritti che lo desiderano.
Nel 1998, in seguito agli studi di questioni sociali e in particolare al tema del maltrattamento dell'infanzia, alcune Logge Francesi e Colombiane hanno promosso un'azione in favore dei ragazzi e degli adolescenti abbandonati per strada, creando la Fondazione "Enfance 232 France-Colombia" e nel 2002 è stata creata una scuola di arti mestieri tradizionali nel paese sud-americano. Aderiscono al sostentamento del progetto molte Federazioni dell'Ordine tra cui quella italiana. Lo stesso progetto è stato poi realizzato nel Togo, in Africa, ma attraverso l'Associazione SPES (Sostegno all'infanzia che soffre); attualmente sono accolti in quella struttura oltre 170 adolescenti.

## Il Droit Humain in Italia

### Dalla prima loggia alla costituzione della Federazione

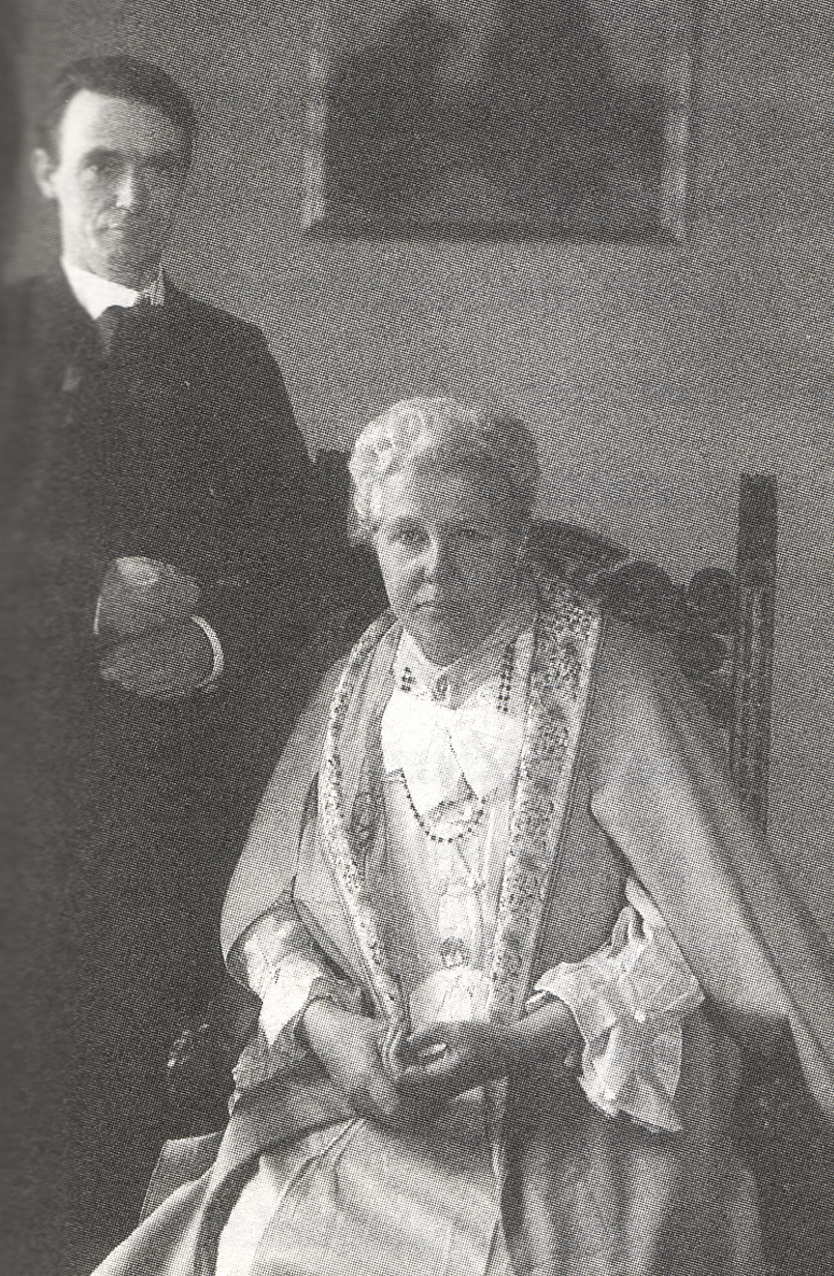
Annie Besant nel 1907, qui ritratta con Rudolf Steiner

L'introduzione del Droit Humain in Italia è fortemente legata al pensiero teosofico, sebbene successivamente e fino a oggi rimarrà solo una delle diverse sensibilità al suo interno. Basti pensare che a celebrare l'accensione dei fuochi della prima loggia nel territorio italiano, sorta a Roma nel 1904 e contraddistinta dal numero di matricola 16, fu Annie Besant in persona e gli ufficiali di loggia appena eletti: Giuseppe Sulli Rao, iniziatore di Arturo Reghini e fondatore della casa editrice Ars Regia, con la carica di Maestro Venerabile; Dunstano Cancellieri con la carica di Secondo Sorvegliante; Decio Calvari con quella di Oratore, anch'egli teosofo e scrittore, fondatore e primo direttore della rivista «Ultra», e Isabel Cooper-Oakley, cognata e assistente di Madame Blavatsky in qualità di Primo Sorvegliante.
Le logge italiane si costituiranno in Federazione nel 1916 per opera dell'allora Rappresentante del Supremo Consiglio di Parigi in Italia Giovanni Domanico, il quale ebbe modo di rafforzare la massoneria mista nonostante gli ostacoli rappresentati dalle difficoltà dovute alla prima guerra mondiale, che aveva posto in secondo piano le istanze sociali di emancipazione della donna tanto care al Droit Humain, così come dall'ostilità del Grande Oriente d'Italia. Fra tutte le potenze massoniche europee, infatti, Le Droit Humain era l'unica che portasse avanti una battaglia morale per l'ottenimento del voto politico alle donne, e la Federazione italiana, che nel 1919 contava sul territorio italiano circa 70 logge, riuscì nello stesso anno a far abrogare l'istituto dell'autorizzazione maritale attraverso il sostegno del senatore e ministro di Grazia e Giustizia Ettore Sacchi, consentendo alle donne di esercitare tutte le professioni, incluse quelle pubbliche (ad eccezione di quella militare, per la quale si dovrà attendere il 20 ottobre 1999).
In vista della prima guerra mondiale e durante gli anni del conflitto la Federazione italiana produsse una continua opera di critica sociale dimostrando di nutrire al suo interno sia ragioni per intervenire nel conflitto che no. Per mezzo del suo periodico «Il Diritto Umano» voluto e progettato dal già citato Giovanni Domanico, la Federazione denunciò gli scontri come «la vergogna e il disonore dell’umana società [...] l’incubo di quanti veramente amano l’Umanità [...] un'immane carneficina [...] Una istituzione indegnissima di persone civili» che avrebbe procurato «mostruose conseguenze». Questa posizione fu adottata cercando di non giudicare la guerra come un conflitto particolare ma rimandandola al paradigma di umanesimo universale tipico del Droit Humain. Nella direzione contraria, fondamentali furono gli interventi di Maria Rygier, appartenente del Droit Humain e collaboratrice del quotidiano «Il Popolo d'Italia», che essendo socialista vedeva in questa guerra i prodromi della rivoluzione e dunque si professava interventista. Maria Rygier, pur rivendicando la causa nazionalista, avrebbe da lì a poco, se non cambiato idea, almeno nutrito dubbi sulle conseguenze del conflitto. Intuendo le sorti dell'Italia in quello che sarebbe stato il dopoguerra, coniò il termine «Fascio» per descrivere la deriva di Benito Mussolini e profetizzando il regime a cui questi avrebbe dato vita.
La critica alla guerra non era da parte del Droit Humain solo un atto meramente umanitario. Come ha tenuto più volte a specificare col suo periodico, in quanto Ordine internazionale riteneva di aver già realizzato la massima mazziniana «la patria come mezzo, l'Umanità come fine». In tutte le nazionali coinvolte nel conflitto, infatti, l'Ordine aveva Fratelli e Sorelle attivi, il che aiutava i suoi membri, inclusi quelli italiani, a vedere nella guerra il suo carattere fratricida. A questa ragione di affiancava l'osservazione della condizione umana per mezzo degli strumenti esoterici, dunque dell'uso della ragione necessario affinché gli esseri umani siano consapevoli della loro qualità divina, il cui primo sentimento è la fratellanza con tutti gli esseri. A questo proposito si rimanda all’articolo dove si narra di cinquanta ostaggi destinati al plotone d’esecuzione graziati da un ufficiale massone tedesco dopo che uno di loro gli aveva mostrato il «segno massonico di soccorso».

### Sotto il fascismo e il dopoguerra
Negli anni successivi, la Federazione continuò il proprio consolidamento sotto la reggenza di Valentino di Fabio anche per mezzo dell'implementazione del precedente bollettino nazionale, creato sull'impronta di quello parigino, e dell'organizzazione di grandi eventi soprattutto nella città di Napoli, che allora ospitava la sede centrale della Federazione. Al pari delle altre organizzazioni massoniche italiane, le attività subirono una battuta d'arresto nel 1925, quando il regime fascista promulgò la legge Mussolini-Rocco che ordinava la chiusure delle logge, in difesa delle quali non valse l'intervento in Parlamento da parte di Antonio Gramsci. Da alcuni documenti acquisiti nel 2020 dalla Federazione italiana, tuttavia, risulta evidente che, se non tutte, diverse logge continuarono a operare clandestinamente.
Le attività ripresero nel 1944 e più solidamente due anni dopo per opera di Agostino Caporlingua, che riorganizzò le Logge del Sud-Italia. Mentre il Supremo Consiglio di Parigi si adoperava per far sì che Di Fabio riprendesse il suo ruolo interrotto dal conflitto bellico, che aveva procurato alla Federazione un consistente ridimensionamento della quantità di iscritti, nasceva a Milano la loggia "Salvatore Mistretta", ancora oggi attiva, che si rivelò di strategica importanza per la ripresa delle logge del Nord, che impiegavano più tempo a trovare un nuovo assetto in quanto la guerra era finita più tardi.
In una relazione sulla situazione della Massoneria italiana, datata 1946, richiestagli dal Supremo Consiglio di Parigi, Valentino Di Fabio scrive a proposito della ricostituzione della Federazione italiana: "...il risveglio fu immediato, anche di coloro che temporaneamente si misero sotto altra Obbedienza. Tutte le Logge prima esistenti furono ricostruite [...] La maggiore difficoltà si ebbe a riallacciarsi con Supremo Consiglio, che aveva subito la stessa sorte [della guerra]. Il Petain l'aveva sciolta e ne aveva sequestrato la sede centrale: asportato mobili, archivi, rituali. Finalmente nel maggio scorso furono ristabilite regolari relazioni col relativo decreto di ripristino del Supremo Consiglio." 
Comincia la rifioritura della Federazione che raggiunge nei vent'anni successivi uno splendore simile a quello prima della guerra. Con le gran maestranze di Ugo Villani, Amulio Antonelli, Sebastiano Caracciolo (poi divenuto Gran Maestro dell'Ordine Martinista e Sovrano Gran Generale Ierofante dell'Antico e Primitivo Rito Orientale di Misräim e Memphis) si assiste alla preparazione del picco di fecondità che l'apporto del Gran Maestro nazionale Maria Montanari, eletta nel 1971, renderà stabile, dotando la Federazione di un Conventum nazionale, di nuovi Tribunali, Concistori, di un Areopago nazionale, di un Sovrano Capitolo nazionale, di una Gran Loggia e un Grande Oriente Scozzese.
Le successe Vito Pisani, la cui gran maestranza è ricaduta a ridosso degli anni della Legge Anselmi promulgata a seguito dell'inchiesta portata avanti dalla Commissione parlamentare sulla loggia P2. Sebbene Le Droit Humain possa vantare di non avere avuto nulla a che fare né con la loggia P2 né con l'inchiesta della Commissione, chiaramente le tensioni sociali l'hanno influenzato indirettamente come del resto è accaduto a tutte le Obbedienze massoniche. Una delle conseguenze del dibattito da parte dell'opinione pubblica fu una riduzione degli iscritti e la necessità di intessere con la società civile nuove forme di espressione dei valori massonici. Riuscì nell'impresa Amedeo Incerpi, eletto Presidente del Consiglio nazionale della Federazione nel 1985 e il cui mandato si è concluso nel 1994. Egli diede un'impronta unitaria a tutti gli organi amministrativi interni, rinforzandone la reciprocità e similmente ha ristrutturato la gerarchia iniziatica. È stato il fautore di una revisione generale dei rituali e colui che ha introdotto il Seminario Nazionale di Studi Iniziatici della Federazione Italiana che consiste nella riunione annuale di studi massonici cui partecipano tutti gli aderenti dal 1º al 33º Grado, in uso ancora oggi. Infine, rispettoso del concetto della sovranità delle singole logge ma anche di una coordinazione centrale in linea con l'ampiezza internazionale dell'Ordine, Incerpi ha fatto sì che tale sovranità di esprimesse anche sul piano della responsabilità e trasparenza verso il mondo civile, ha perciò lavorato affinché a ogni loggia corrispondesse una struttura associativa ufficiale, una visione che portò a una massiccia organizzazione di eventi culturali e conseguente intensificazione del proselitismo.

### L'epoca contemporanea
Successore di Incerpi è stato Giovanni Moretti il cui mandato ha coperto gli anni 1994-2002. Col supporto di Vito Pisani, divenuto nel frattempo Gran Commendatore della Federazione, egli ha traghettato nella dimensione internazionale la compattezza interna ottenuta da Incerpi. Si intensificano in questi anni, dunque, i rapporti col Supremo Consiglio di Parigi e lo scambio partecipativo con le delegazioni straniere. Introduce gruppi di lavoro come quello per il notiziario, un bollettino di informazione sull'Ordine; quello per il proselitismo e quello internazionale, che permise alla delegazione italiana di prendere parte attiva nella costruzione del Convento internazionale. In ultimo, durante il mandato di Moretti vengono ratificati i nuovi regolamenti generali, è intensificata l'opera di beneficenza su base nazionale essendo tra i membri fondatori della Associazione SPES (sostegno all'infanzia che soffre), menzionata altrove in questa voce enciclopedica, e ha fatto sì che la Federazione avesse una nuova sede nazionale, a Milano.
È in questo periodo che la Federazione perfeziona il suo statuto e pone il limite di due mandati (di tre anni ciascuno) per il Gran Maestro nazionale.
Segue dunque la gran maestranza di Aldo Biolchini, il quale, consolidata la struttura interna e i rapporti internazionali, lega il tutto all'unità iniziatica. Si osserva chiaramente come l'eredità dei Gran Maestri nazionali precedenti si orientino attraverso il suo operato verso la solidità degli ambiti della Federazione coordinando i piani iniziatico, culturale e amministrativo. Sotto la sua reggenza viene istituito il primo Consiglio nazionale e il Convento nazionale così come appare oggi. il 27 giugno 2010 cessa il suo mandato per ricoprire prima la carica di Presidente dell'Areopago nazionale e poi quella di Gran Commendatore e Rappresentante in Italia del Supremo Consiglio, ovvero la massima carica iniziatica in seno a una Federazione. Ricade nel suo mandato il centenario della fondazione della prima loggia in Italia e indice un congresso nazionale straordinario nella città di Napoli.
La gran maestranza successiva è di Nadia Galbiati, 2010-2014. Sotto la sua guida viene data pubblicazione del volume Gran Maestri a voi la parola, si tratta di un'opera in fieri in quanto contiene i contributi morali di tutti i Gran Maestri dell'Ordine internazionale ed è dunque in continuo aggiornamento. Viene risvegliata la storica loggia nella città di Albenga e fondate quelle di Roma e di Reggio Calabria, punti nevralgici di un nuovo riassetto territoriale. Col sostegno del Gran Commendatore Aldo Biolchini lavora affinché sia l'Italia, con la città di Roma, a ospitare il Convento internazionale nel 2013.
È Gran Maestro nazionale per gli anni 2014-2020 Michele Ferraro. Sotto la sua guida la Federazione viene dotata di una seconda sede nazionale nella città di Roma, nello stesso quartiere in cui il Droit Humain ebbe il suo primo tempio nel 1904. Vengono varati i nuovi Regolamenti generali e fondate nuove logge a Firenze, Perugia, Udine, Grosseto, Cosenza, mentre parallelamente vengono fondate logge di perfezione e di alti gradi. Comincia con lui la digitalizzazione dell'archivio nazionale e si assiste a un considerevole aumento di iscritti per la nuova spinta che dà alla comunicazione verso l'esterno. La Federazione viene dotata di un canale YouTube e un blog istituzionale; sono intensificati gli scambi con agenzie di stampa e testate giornalistiche. Ricade nel suo mandato il centenario della fondazione della Federazione italiana, avvenuta nel 1916, quando le prime logge italiane, sufficienti in numero, si organizzarono in tal senso. Per l'occasione indice dunque un congresso nazionale straordinario all'interno del Convento di quell'anno.
Gli succede Daniela Carini, in carica dal 5 settembre 2020 al 12 ottobre 2023. Da subito ha costituito in seno al Consiglio Nazionale quattro commissioni di lavoro: comunicazione, solidarietà, prospettive sociali e Pubblicazioni. Viene quindi attivato il blog progettato durante il mandato di Ferraro per la comunicazione verso l'esterno; nasce un nuovo bollettino nazionale riservato agli iscritti dal titolo «Nodi d'Amore» e vengono indette iniziative sia proprie che di sostegno morale e operativo verso Associazioni terze che abbiano per finalità la difesa dei diritti, la lotta alla violenza contro le donne e la libertà di espressione e di stampa. È con lei che la Federazione aderisce al Codice etico dei Media promosso dalla Good News Agency. Già nel primo anno del suo mandato vengono erette le Colonne di nuove Logge, a Viareggio, a Lamezia Terme, e una seconda Loggia a Cosenza. Ad aprile 2023, in occasione della ricorrenza dei 130 anni dalla fondazione dell'Ordine, fa sì che la Federazione pubblichi per la prima volta in lingua italiana l'opera Eva nel mondo, della Fondatrice Maria Deraismes. Un testo sui diritti della donna e la parità di genere, che si colloca nella produzione saggistica della "Prima ondata femminista". 
L'attuale Presidente del Consiglio Nazionale è Francesco Obino, eletto il 12 ottobre 2023. 
Le Droit Humain è la prima struttura massonica a occuparsi di ambiente ed ecosostenibilità.

## Personaggi storici appartenuti al Droit Humain

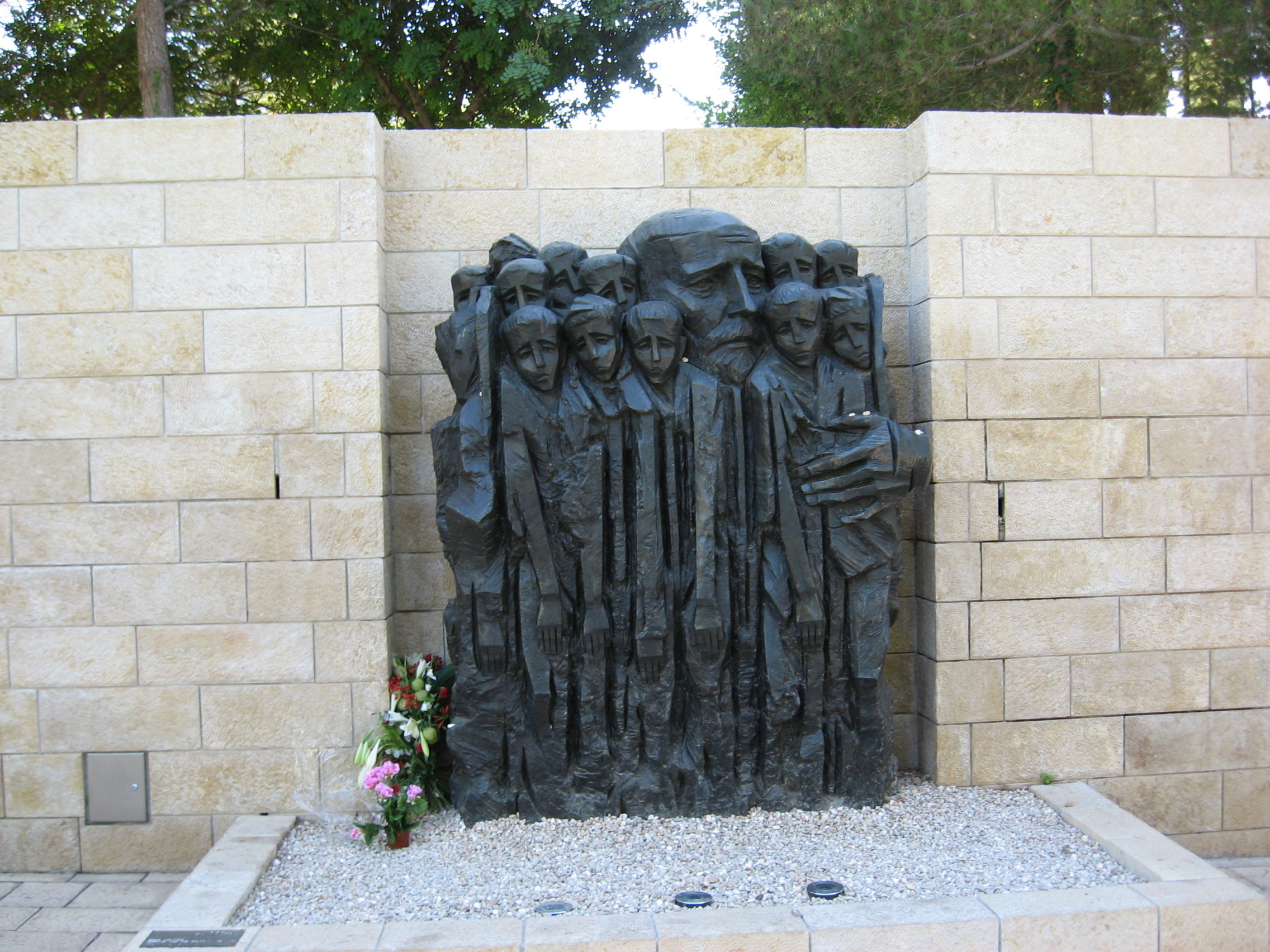
Monumento a Janus Korczak, Yad Vashem, Gedenkplatz

Oltre ai personaggi storici già citati, si annoverano appartenuti al Droit Humain, a titolo d'esempio, Victor Hugo che compare tra i firmatari del progetto di fondazione, Curzio Malaparte, il premio Nobel per la pace Henri La Fontaine, il presidente della Repubblica islandese Vigdís Finnbogadóttir, Marco Egidio Allegri, Gastone Ventura, Jiddu Krishnamurti, Curuppumullage Jinarajadasa, Janusz Korczak, Lina Borgo Guenna, Marco Levi Bianchini, Ettore Sacchi, Mary Tibaldi Chiesa, Edith Cowan, George Arundale, Paul Pisk, il filosofo e critico d'arte surrealista Pierre Mabille, Josephine Baker, l'islamista Gabriele Mandel, la contessa Ellen Bille Brahe Selby membro della famiglia reale danese, Alice Bailey, il padre dell'omeopatia moderna Pierre Schmidt, la scrittrice Paulette Nardal, la scrittrice e fotografa Carla Cerati, la danzatrice Rukmini Devi e Michel Renaud, tra i giornalisti uccisi nell'attentato terroristico di Charlie Hebdo.

## I Gran Maestri
Dal 1893 al 1903, il governo dell'Ordine era in forma collegiale. Componevano il Collegio le 16 donne menzionate sopra, più Georges Martin e Maria Deraismes, che però morirà nel 1894. 
- Marie Georges Martin, dal 1903 al 1914;
- Marie Bonnevial, 1914 - 1918;
- Eugène Piron, 1919 - 1928;
- Lucien Lévy, 1929 - 1934;
- Henri Petit, 1934 - 1940 e dal 1945 al 1947;
- Marguerite Martin, 1947 - 1954;
- Charles Cambillard, 1954 - 1969;
- André Clement, 1969 - 1976;
- Jacques Choisez, 1976 - 1990;
- Marc Grosjean, 1990 - 1997;
- Njördur Njardvík, 1997 - 2007;
- Danièle Juette, 2007 - 2012;
- Yvette Ramon, 2012 - 2017;
- Daniel Bolens, 2017 - 2022;

L'attuale Gran Maestro è René Motro, eletto il 22 maggio 2022 con un mandato di 5 anni.